# Calathea hagbergii
Calathea hagbergii är en strimbladsväxtart som beskrevs av H.A.Kenn. Calathea hagbergii ingår i släktet Calathea och familjen strimbladsväxter. Inga underarter finns listade.